# Amnicola walkeri
Amnicola walkeri är en snäckart som beskrevs av Henry Augustus Pilsbry 1898. Amnicola walkeri ingår i släktet Amnicola och familjen tusensnäckor. Inga underarter finns listade i Catalogue of Life.